# Synchiropus minutulus
Synchiropus minutulus es una especie de peces de la familia Callionymidae en el orden de los Perciformes.

## Morfología
• Los machos pueden llegar alcanzar los 2,3 cm de longitud total.

## Hábitat
Es un pez  de clima tropical y asociado a los  arrecifes de coral.

## Distribución geográfica
Se encuentra al oeste del Índico.

## Observaciones
Es inofensivo para los humanos